# One Good Turn (film 1917 Vitagraph)
One Good Turn è un cortometraggio muto del 1917. Il nome del regista non viene riportato nei credit del film.
È il quarto episodio della serie cinematografica a un rullo The Dangers of Doris prodotta dalla Vitagraph tra il 1916 e il 1917 che aveva come protagonista l'attrice Mary Anderson.

## Produzione
Il film fu prodotto dalla Vitagraph Company of America (come Broadway Star Features).

## Distribuzione
Distribuito dalla General Film Company, il film - un cortometraggio in una bobina - uscì nelle sale cinematografiche statunitensi il 12 gennaio 1917.